# Mediano hexecontaedro deltoidal
En geometría, el mediano hexecontaedro deltoidal es un poliedro no convexo isoedral. Es el dual del rombidodecadodecaedro, y sus 60 caras son cuadriláteros que se cruzan entre sí con forma de deltoide (cometa).

## Proporciones

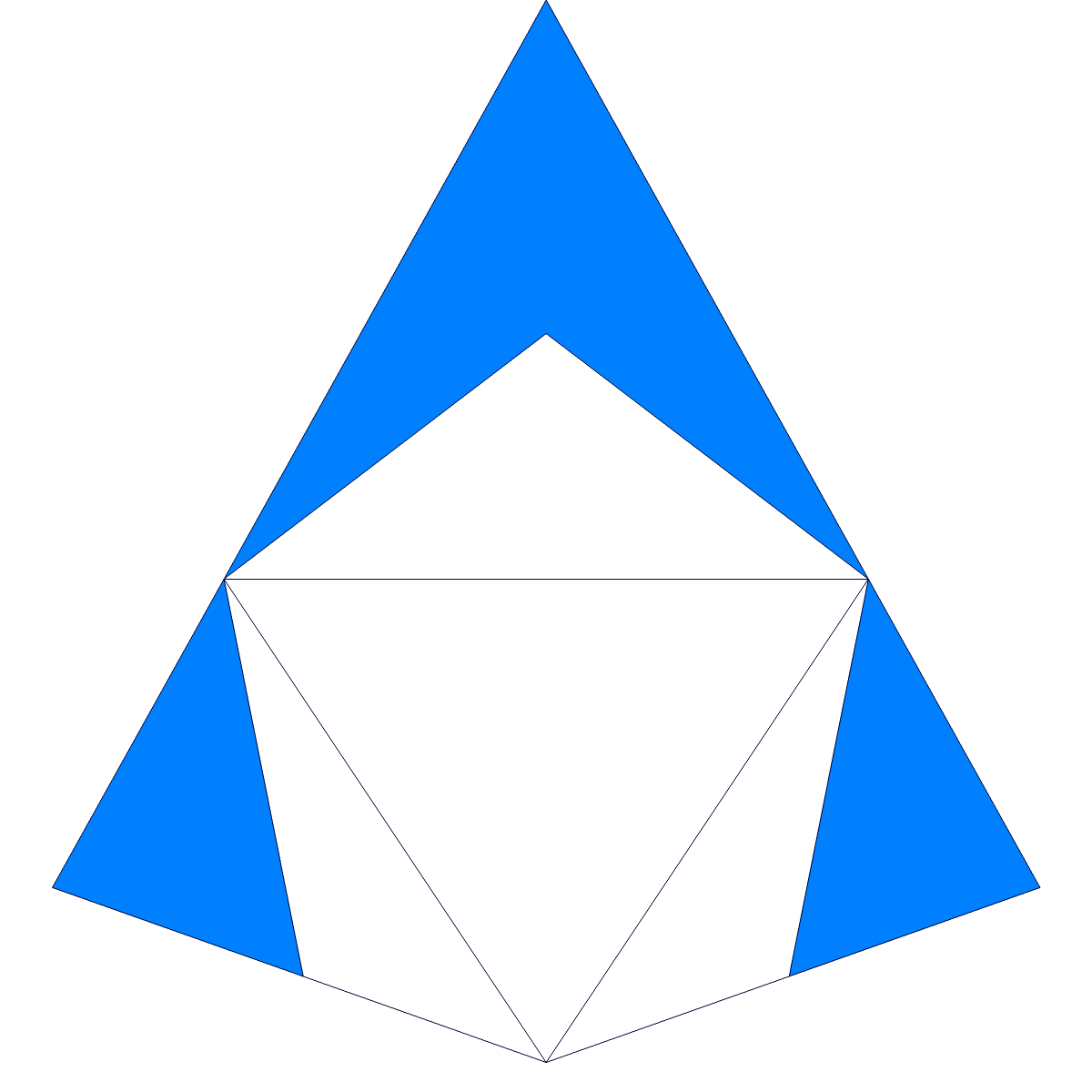
Forma de las caras

Las cometas tienen dos ángulos de {\displaystyle \arccos({\frac {1}{6}})\approx 80.405\,931\,773\,14^{\circ }}, uno de {\displaystyle \arccos(-{\frac {1}{8}}+{\frac {7}{24}}{\sqrt {5}})\approx 58.184\,446\,117\,59^{\circ }} y otro de {\displaystyle \arccos(-{\frac {1}{8}}-{\frac {7}{24}}{\sqrt {5}})\approx 141.003\,690\,336\,13^{\circ }}. Su ángulo diedro es igual a {\displaystyle \arccos(-{\frac {5}{7}})\approx 135.584\,691\,402\,81^{\circ }}. La relación entre las longitudes de los lados largo y corto es de {\displaystyle {\frac {27+7{\sqrt {5}}}{22}}\approx 1.938\,748\,901\,931\,75}. Parte de cada cometa se encuentra dentro del sólido, por lo que es invisible en los modelos sólidos.